# Yi Kwang-su
Yi Kwang-su (4 mars 1892 - 25 octobre 1950) est un écrivain coréen, résistant puis collaborateur face à l'annexion de son pays par le Japon. Il est devenu célèbre pour avoir écrit Le cœur en deuil en 1917, le premier roman coréen de forme occidentale. Son nom de plume était Chunwon (춘원, 春園; jardin au printemps) mais aussi Goju (고주, 孤舟; un navire solitaire). 

## Biographie
Yi Gwang-su est né à Chongju, un port du nord de la péninsule. Enfant, il porte le nom de Yi Bogyeong (보경, 寶鏡). Orphelin à 10 ans, il est élevé avec des adeptes du mouvement du Donghak puis part au Japon pour son éducation en 1905. En 1913, il est de retour en Corée et enseigne à l'école Osan de Chongju puis retourne au Japon en 1915 étudier la philosophie à l'université Waseda.
Lors du soulèvement de 1919, il rejoint le gouvernement provisoire coréen à Shanghai, écrit la déclaration d'indépendance du pays et préside le journal L'indépendant. Yi retourne en Corée en 1921 et fonde l'Alliance pour l'amélioration de soi. De 1923 à 1934, il poursuit une carrière de journaliste, travaillant entre-autres pour le Dong-a Ilbo et le Chosun Ilbo. 
Emprisonné en 1937 à cause de ses activités culturelles subversives envers l'administration japonaise et de son adhésion à une association nationaliste, il verse ensuite dans la collaboration à partir de 1939, écrivant des textes de propagande, adoptant le nom japonais de Kayama Mitsuro, conformément à la politique de japonisation alors en cours et assumant avec enthousiasme ses prises de position pro-japonaises. À la libération, Yi est reconnu coupable de collaboration par le Comité spécial d'enquête sur les activités antinationales puis gracié. Capturé par l'armée nord-coréenne au début de la guerre de Corée, il meurt à Manpho le 25 octobre 1950, probablement de tuberculose.

## Œuvre
Yi Kwang-su fait partie du mouvement du nouveau roman, le sin sosol, qui adopte les techniques littéraires européennes et pousse à la modernisation de la Corée tout en conservant l'esprit moraliste des prédécesseurs.
Bien que favorable aux réformes économiques et sociales, Yi Kwang-su doit par la suite contrôler ses écrits car l'administration japonaise limite fortement les discussions politiques et la publication des œuvres coréennes. Il se contente donc de mettre l'accent sur l'importance de l'instruction, en particulier dans La terre publié en 1931 mais aussitôt interdit. Dès lors, il se borne à écrire des romans historiques. C'est aussi dans les années 1930 qu'il se tourne vers le bouddhisme.
Son œuvre principale est Le cœur en deuil, un roman publié sous forme de feuilleton de janvier à juin 1917 dans le quotidien Meilshinbo. C'est une histoire d'amour entre trois personnes, un garçon attiré par une fille moderne et une autre élevée traditionnellement. Cette histoire sert aussi à décrire le tiraillement de la Corée entre le modernisme et son identité nationale tout en livrant une critique de la tradition confucéenne.